# Осцилираща лампа на Флеминг
Осцилираща лампа на Флеминг е вид електронна лампа, изобретена през 1904 година от английския физик Джон Амброуз Флеминг. Практически това е първата вакуумна лампа и първият термоелектронен диод – вакуумна лампа, чиято цел е да провежда ток в една посока и да блокира ток, протичащ в обратна посока (първата лампа използвана като полупроводников диод). Това е първата лампа, която използва ефекта на Едисън. Използвайки тези прибори, изобретателят им възпроизвежда ефекта на Едисон, въпреки че отново се извършва с помощта на стабилно състояние. Едва след няколко години той забеляза, че ако през колбата е преминал променлив ток с честота между 80 и 100 Hz, тогава е преминала само половината от цикъла. С други думи, той е бил отстранен, за да произведе постоянен ток. Британският патент на Флеминг е подаден на 16 ноември 1904 г. с пълната спецификация, подадена на 15 август 1905 г. Британският патент е издаден на 21 септември 1905 г., патент номер 24 850 от 1904 година.
- Осцилираща лампа на Флеминг през началото на XX век
- Осцилираща лампа на Флеминг, американска патент
- Лампов предавател, изобретен от Маркони, използващ осцилираща лампа на Флеминг